# Akvitanien
Akvitanien (franska: Aquitaine; occitanska: Aquitània; baskiska: Akitania) är ett område, tidigare även region, i sydvästra Frankrike vid Biscayabukten och Pyrenéerna, som sedan 2016 är en del av regionen Nouvelle-Aquitaine. Regionen hade 3 316 889 invånare (2013). Regionhuvudstad var Bordeaux. Franska är officiellt språk, men det talas även occitanska och baskiska. Akvitanien har  även kallats Guyenne eller Guienne; på occitanska Guiana. 
Området var under delar av antiken en romersk provins, Gallia Aquitania. Under medeltiden var Akvitanien ett kungadöme och senare ett hertigdöme. Dessa historiska områden var dock tidvis betydligt större än dagens område.

## Geografi
Den moderna regionen, bildad 1982 och sedan 2016 en del av Nouvelle-Aquitaine, hade en yta på 41 308 km². Den gränsade i söder mot Spanien, i öst mot regionen Midi-Pyrénées, i norr mot regionerna Poitou-Charentes och Limousin, och i väster mot Atlanten. Gränsen i söder mot Spanien gick längs bergskedjan Pyrenéerna. 
Den södra regiondelen, som är baskisk, kallas traditionellt Béarn. Genom Pyrenéerna löper flera bergspass mot Spanien, bland annat Puerto de Ibañeta-passet mot Roncesvalles. Regionen Aquitaine bestod av departementen Dordogne, Gironde, Landes, Lot-et-Garonne och Pyrénées-Atlantiques. Större städer är Bordeaux, Pau, Bayonne, Mont-de-Marsan, Biarritz, Bergerac, och Périgueux.
En känd kuststräcka är Côte d'Argent. Dune de Pilat är Europas största sanddyn. I väst ligger hedlandskapet Les Landes, och norra gränsen mot Poitou-Charentes utgörs av viken Gironde. Floderna Garonne och Dordogne flyter samman i Girondeestuariet.

## Historia
Akvitanien beboddes på Julius Caesars tid av en blandad keltisk-iberisk befolkning, men blev efter den romerska erövringen (57 f.Kr.) småningom romaniserad. Den romerska provinsen, Gallia Aquitania, sträckte sig ursprungligen från Pyrenéerna till Garonnefloden, men kejsar Augustus utsträckte den till att omfatta även området mellan Garonne och Loire, det vill säga en tredjedel av det moderna Frankrike. 
På 300-talet delade Konstantin den store provinsen i tre mindre provinser:
- Aquitania prima – den nordvästra delen som senare blev Berry, Bourbonnais, Auvergne, Velay, Gévaudan, Rouergue, Albigeois, Quercy och Marche.
- Aquitania secunda – den nordöstra delen med huvudstaden Burdigala, dvs dagens Bordeaux som blev Bordelais, Poitou, Saintonge, Angoumois och västra Guienne.
- Aquitania tertia eller Aquitania Novempopulana – den södra delen som vetter mot Pyrenéerna och inkluderar dagens Bigorre, Cominge, Armagnac, Béarn, Baskien, Gascogne, med flera

Aquitania prima övertogs år 412 av visigoter, som snart därefter även erövrade återstoden av den nuvarande regionen. Klodvig I vann området år 507 till frankerna med en armé av bland annat burgunder, som administrerade regionen som hertigdöme. Karl den store gav landet såsom kungarike till sin son Ludvig den fromme. Genom fördraget i Verdun, 843, kom Akvitanien till Frankrike där det återigen blev ett hertigdöme.
Titeln "hertig av Akvitanien" innehades senare av ett antal grevar, varpå ett antal angränsande områden kom att inkluderas i Akvitanien: Poitiers, Auvergne och Toulouse. Eleonora av Akvitanien blev en av Akvitaniens mest kända regenter.
År 1052 blev hertigdömet Gascogne en del av Akvitanien. Edvard III av England erövrade Aquitaine år 1361 och gjorde det till furstendöme, men Frankrike återtog det 1453. Sedan dess har området varit en del av Frankrike.

## Ekonomi
Akvitaniens ekonomi bygger till stor del på turism, jordbruk och odling. Vin är en viktig inkomstkälla, och druvor är den mest odlade grödan. Som exempel producerar Bordeaux 700 miljoner liter vin per år, och utöver bordeauxviner tillverkas också vinerna Sauternes, Bergerac och Armagnac. I regionen tillverkas också paté och tryffel. Ostron odlas i bland annat Arcachon. Boskapsskötsel dominerar i bergstrakterna, vilket ger kött och mejeriprodukter (till exempel bayonneskinka).

## Utbildning
Universiteten i Bordeaux och Pau har sammanlagt över 80 000 studenter.